# Uszczyn (gmina)
Uszczyn (od 1953 Poniatów) – dawna gmina wiejska istniejąca do 1953 roku w woj. łódzkim. Nazwa gminy pochodzi od wsi Uszczyn, lecz siedzibą władz gminy był Piotrków Trybunalski, który stanowił odrębną gminę miejską.
15 października 1916 z gminy Uszczyn wyłączono kolonie Bugaj, kolonię Starostwo i osadę młynarską Bugaj, włączając je do Piotrkowa Trybunalskiego.
W okresie międzywojennym gmina Uszczyn należała do powiatu piotrkowskiego w woj. łódzkim. Po wojnie gmina zachowała przynależność administracyjną. Według stanu z dnia 1 lipca 1952 roku gmina składała się z 13 gromad: Kałek, Korytnica, Meszcze, Poniatów, Raków, Raków Duży, Świerczów, Uszczyn, Wierzeje, Witów, Witów kol., Zalesice i Zalesice kol..
21 września 1953 roku jednostka o nazwie gmina Uszczyn została zniesiona przez przemianowanie na gminę Poniatów.